# CNA (kênh truyền hình)
Channel NewsAsia (viết tắt: CNA) là kênh tin tức truyền hình trả tiền Đông Nam Á có trụ sở tại Singapore, ra mắt vào ngày 1 tháng 3 năm 1999. Nó phát sóng miễn phí trong nước và là kênh trả tiền, phát sóng đến 28 vùng lãnh thổ ở châu Á, Trung Đông và Australia.
Channel NewsAsia có phạm vi tiếp cận rộng thứ sáu trong số các kênh tin tức truyền hình bao gồm nội dung bản địa ở châu Á, theo khảo sát gần đây nhất của Ipsos. Mạng lưới ngôn ngữ tiếng Anh đã được định vị kể từ khi ra mắt như là một thay thế cho phương tiện truyền thông quốc tế dựa trên phương Tây trong việc trình bày tin tức từ "một viễn cảnh châu Á".. Nó được điều hành bởi Mediacorp News Pte Ltd, một công ty con của tập đoàn truyền thông Singapore Mediacorp Pte Ltd.
Hoạt động kinh doanh quan trọng khác của CNA là sản xuất tin tức và nội dung thời sự bằng bốn ngôn ngữ, tiếng Mã Lai, tiếng Anh, tiếng Trung Quốc và tiếng Tamil. Nội dung này được sản xuất cho các nền tảng truyền hình và trực tuyến của Mediacorp, chẳng hạn như Kênh giải trí đại chúng Suria, 5, U, 8 và Vasantham.
Kể từ ngày 1 tháng 4 năm 2019, kênh được đổi tên thành CNA, nhân dịp kỉ niệm 20 năm ra mắt.